# 펭이와 친구들의 남극대모험
《펭이와 친구들의 남극대모험》(Polar adventure)은 2018년에 개봉한 중국의 애니메이션 영화이다.

## 개요
좌충우돌 모험 끝에 가족들이 살고 있는 남극으로 돌아온 펭귄 '펭이'와 동물 친구들이 악당들에게 빼앗겨버린 얼음 들판을 되찾고 가족들을 구하기 위해 고군분투하는 과정을 그린 유쾌한 패밀리 어드벤처 애니메이션이다.

## 줄거리
친구가 가는 곳이라면 어디든 함께 가는 베스트 프렌드 '펭이', '유리', '루크'는 펭이의 가족을 찾아 좌충우돌 모험 끝에 가족들이 살고 있는 남극으로 돌아온다.
그런데 악당들에게 얼음 들판을 빼앗긴 펭귄들은 펭이의 가족들을 배신자라고 욕하고, 악당들은 남극을 모두 파괴할 음모를 꾸민다.
이제 펭귄 펭이와 동물 친구들은 악당들에게 빼앗겨버린 얼음 들판을 되찾고 가족들을 구하기 위해 고군분투한다.

## 출연진

### 한국어 목소리
- 김소희 - 펭이 목소리 역
- 황창영 - 유리 목소리 역
- 윤아영 - 루크 목소리 역
- 석승훈 - 스톤 목소리 역
- 민아 - 긱/베시 목소리 역
- 이재범 - 프론 목소리 역
- 박상훈 - 페일러/랜디 목소리 역

### 중국어 목소리
- 이민연 - (목소리) 역
- 이엽 - (목소리) 역
- 엄려정 - (목소리) 역